# Lynn Faulds Wood
Lynn Faulds Wood (Glasgow, 25 marzo 1948 – St Margarets, 24 aprile 2020) è stata una conduttrice televisiva e giornalista britannica.

## Biografia
Lynn Faulds Wood è nata il 25 marzo 1948 a Glasgow, in Scozia. Si è laureata all'Università di Glasgow. Ha lavorato per la BBC per tutta la vita, venendo alla ribalta sugli schermi dei canali della BBC; ha presentato TV-am, BBC Breakfast Time, Watchdog, GMTV e Watchdog: Test House. Era sposata e aveva un figlio. Ha anche sostenuto le organizzazioni che combattono il cancro per tutta la vita.

## Morte
La giornalista e conduttrice televisiva scozzese Lynn Faulds Wood è morta il 24 aprile 2020 a Londra, all'età di 72 anni, per un ictus.